# Raúl Sandoval (futbolista)
Raúl Martín Sandoval Zavala (Ahome, Sinaloa; 18 de enero de 2000) es un futbolista mexicano. Su posición es lateral Izquierdo y su actual club es el C.D. Irapuato de la Liga de Expansión MX.

## Trayectoria

### Dorados de Sinaloa
Llegó a Dorados de Sinaloa para la temporada 2018-19 en calidad de préstamo. Su debut se da el 22 de julio de 2018 en un partido de liga ante el Celaya FC, arrancó como titular y completo todo el partido el cual terminó en un empate a un gol.

### Club Necaxa
El 2 de enero de 2020 se hace oficial su fichaje por el Club Necaxa para el Clausura 2020. Jugó su primer partido con el equipo el 2 de febrero ante el Puebla, arrancó como titular y completo los 90', su equipo terminó ganando el encuentro con marcador de 2-0.

### Mazatlán FC
El 8 de diciembre de 2021 se da a conocer su llegada al Mazatlán FC.

### Querétaro FC
El 22 de junio de 2023 se hace oficial su llegada al Querétaro FC.

### Club Necaxa (segunda etapa)
El 20 de mayo de 2024 se da a conocer su regreso al Club Necaxa.

## Selección nacional

### Categorías inferiores
El 14 de noviembre de 2017 fue incluido en la lista definitiva de jugadores qué disputarían la Copa Mundial de Fútbol Sub-17 de 2017 en la India.

### Participaciones en fases finales
| Torneo                            | Categoría | Sede           | Resultado        | Partidos | Goles |
| --------------------------------- | --------- | -------------- | ---------------- | -------- | ----- |
| Campeonato de la Concacaf de 2017 | Sub-17    | Estados Unidos | Campeón          | 6        | 1     |
| Copa Mundial 2017                 | Sub-17    | India          | Octavos de final | 4        | 0     |

## Estadísticas

### Clubes
Actualizado al último partido jugado el 13 de abril de 2024.
| Dorados · México                  | 2.ª                 | 2018-19             | 21  | 1 | 5 | 0 | - | - | 26  | 1 | 0.04 |
| Dorados · México                  | 2.ª                 | 2019                | 6   | 0 | 2 | 0 | - | - | 8   | 0 | 0.00 |
| Dorados · México                  | Total               | Total               | 27  | 1 | 7 | 0 | 0 | 0 | 34  | 1 | 0.04 |
| C. Necaxa · México                | 1.ª                 | 2020                | 5   | 0 | 0 | 0 | - | - | 5   | 0 | 0.00 |
| C. Necaxa · México                | 1.ª                 | 2020-21             | 13  | 0 | - | - | - | - | 13  | 0 | 0.00 |
| C. Necaxa · México                | 1.ª                 | 2021                | 4   | 0 | - | - | - | - | 4   | 0 | 0.00 |
| C. Necaxa · México                | Total               | Total               | 22  | 0 | 0 | 0 | 0 | 0 | 22  | 0 | 0.00 |
| Mazatlán F. C. · México           | 1.ª                 | 2022                | 4   | 0 | - | - | - | - | 4   | 0 | 0.00 |
| Mazatlán F. C. · México           | 1.ª                 | 2022-23             | 18  | 0 | - | - | - | - | 18  | 0 | 0.00 |
| Mazatlán F. C. · México           | Total               | Total               | 22  | 0 | 0 | 0 | 0 | 0 | 22  | 0 | 0.00 |
| Querétaro F. C. · México          | 1.ª                 | 2023-24             | 30  | 1 | - | - | 5 | 1 | 35  | 2 | 0.07 |
| Querétaro F. C. · México          | Total               | Total               | 30  | 1 | 0 | 0 | 5 | 1 | 35  | 2 | 0.07 |
| Total en su carrera               | Total en su carrera | Total en su carrera | 101 | 2 | 7 | 0 | 5 | 1 | 113 | 3 | 0.04 |
| (1) Incluye datos de Copa México. |                     |                     |     |   |   |   |   |   |     |   |      |